# Huntly Castle

Huntly Castle er en tidligere borg, der nu fremstår som en ruin, der ligger nord for Huntly i Aberdeenshire, Skotland, hvor floderne Deveron og Bogie flyder sammen. Det er hjem for høvdingen af Clan Gordon, jarl af Huntly.
Den oprindelige borg blev opført af Duncan 2., jarl af Fife, på Strathbogies jorde omkring 1180 og 1190. Der har været bygget fire forskellige borge på stedet, som er blevet omtalt som Huntly Castle, Strathbogie Castle eller Peel of Strathbogie, Borgen blev kendt som Peel of Strathbogie. I 1506 blev borgen officielt omdøbt til Huntly Castle.
William Mackintosh blev henrettet d. 23. august 1550 på "Castle Strathbogie".